# Broadway (theater)

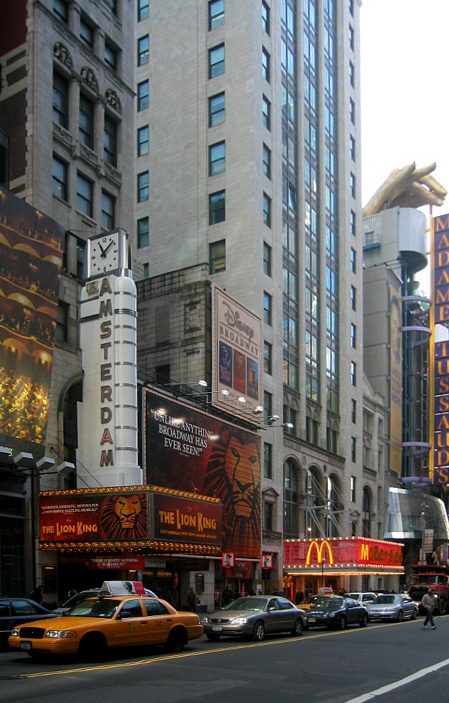
De musical The Lion King in het New Amsterdam Theatre in New York, 2003

Broadway is in de Verenigde Staten de meest prestigieuze vorm van professioneel commercieel theater en is internationaal tevens het bekendste genre van Amerikaans theater. De term Broadway verwijst naar een theateruitvoering, meestal een toneelstuk of musical, voor een groot publiek, gehouden in een van de circa 40 zalen met 500 of meer zitplaatsen gelegen in het theaterdistrict van New York, rond de straat Broadway op Manhattan. De shows die Broadway bereiken en het daar goed doen zijn over het algemeen winstgevender, trekken meer publiek en zijn minder avant-gardistisch dan de producties van bijvoorbeeld Off-Broadway, Off-Off-Broadway of andere schouwburgen zonder winstoogmerk.

## Opeenvolging
De meeste Broadwayshows zijn commerciële producties bedoeld om winst te maken voor de producenten en investeerders. Het aantal voorstellingen ligt daarom niet vast, maar is afhankelijk van kritische recensies, mond-tot-mond-reclame en de effecten van de advertenties; deze factoren beïnvloeden de kaartverkoop.
Sommige Broadwayshows worden geproduceerd door niet-commerciële organisaties, als deel van een seizoensabonnement. Lincoln Center Theater, Roundabout Theatre Company en Manhattan Theatre Club zijn drie niet-commerciële theatergezelschappen die tegenwoordig permanent op Broadway te vinden zijn.
Musicals op Broadway hebben de neiging langer te lopen dan toneelstukken. Op 9 januari 2006 werd The Phantom of the Opera, in het Majestic Theatre de langstlopende Broadwaymusical. Met 7486 uitvoeringen verbrak deze musical het record van Cats, die 7485 maal werd uitgevoerd.

## Zakelijk
Voor de hoofdrollen in zowel musicals als toneelstukken op Broadway worden meestal vertrouwde, bekende uitvoerende artiesten gecast, om zo meer publiek aan te trekken of een nieuw soort publiek binnen te halen. Filmacteurs en televisiepersoonlijkheden worden regelmatig ingezet voor de heropvoering van Broadwayshows of vervangen acteurs die de cast verlaten.
Er zijn nog steeds uitvoerenden die voornamelijk toneelacteurs zijn, die de meeste tijd "op de planken" staan en die maar zelden op televisie of op het witte doek te zien zijn.
In het verleden hadden toneelacteurs een bijna superieure houding ten opzichte van andere uitvoerenden zoals vaudeville en burleske, die té opzichtig, commercieel en niet intellectueel werden bevonden; ze beschouwden hun eigen vak als beter en meer artistiek. Deze houding vindt men terug in de term authentiek toneel, die nog steeds gebruikt wordt om hun vorm van toneelspelen te omschrijven. (De verkorte vorm legit wordt door de entertainmentindustrie nog steeds gebruikt.)
De scheiding tussen authentiek theater en variété bestaat nog steeds, maar dan bij de acteursbonden: Actor's Equity vertegenwoordigt acteurs in het authentieke toneel en de American Guild of Variety Artists (AGVA) vertegenwoordigt hen die zonder script of plot spelen; het is voor Broadway-acteurs zeer ongewoon om niet onder equity contract te werken, omdat de meeste musicals en toneelstukken onder dit bondsdistrict vallen.
Bijna alle mensen die bij een Broadwayshow betrokken zijn, op welk niveau ook, worden vertegenwoordigd door vakbonden of andere beschermende, professionele of handelsorganisaties. De acteurs, dansers, zangers, koorleden en toneelmeesters zijn leden van de Equity, muzikanten worden vertegenwoordigd door de American Federation of Musicians (AMF) en toneelhulpjes, kleedsters, kappers, ontwerpers, loketmedewerkers en portiers vallen allemaal onder diverse vertegenwoordigers van de International Alliance of Theatrical Stage Employes, beter bekend als de IA of IATSE.
Regisseurs en choreografen vallen onder de Society of Stage Directors and Choreographers, scriptschrijvers onder de Dramatists Guild en huismeesters, gezelschap-impresario's en persagenten vallen onder de Association of Theatrical Press Agents and Managers.
Casting-regisseurs (die van 2002 en 2004 lid probeerden te worden van de ATPAM) zijn de laatste grote samenstelling van Broadways menselijke infrastructuur die geen vakbond hebben.
(Algemeen impresario's, die de zakelijke aangelegenheden van een show regelen en die meestal ook producent zijn, worden wél bestuurd maar zullen dan niet in loondienst zijn.)

## Producenten en theatereigenaren
De meeste Broadwayproducenten en theatereigenaren zijn lid van de League of American Theatres and Producers (Vereniging van Amerikaanse Theaters en producenten), een handelsorganisatie die het Broadwaytheater als een geheel promoot, onderhandelt over contracten met de verschillende toneelvakbonden en gildes en medebeheerders zijn van de Tony Awards samen met de American Theatre Wing (Amerikaanse Theatervleugel), een service-organisatie.
Hoewel de Vereniging en de verschillende toneelvakbonden soms met elkaar overhoop liggen tijdens deze periodes als er over nieuwe contracten onderhandelt moet worden, werken zij ook samen aan veel projecten en evenementen bedoeld om het professionele theater in New York te promoten.
De drie theatergezelschappen die zonder winstbejag werken met de Broadwaytheaters (huizen) behoren toe aan de League of Resident Theatres (Vereniging van Vaste Theaters) en hebben contracten met de toneelvakbonden die onafhankelijk van de andere Broadwaytheaters en producenten onderhandelen. (Disney onderhandelde ook los van de Vereniging, zoals het deed voordat het haar onderneming sloot.)
Maar hoe dan ook, over het algemeen komen de shows die in welk Broadwayhuis ook worden gespeeld in aanmerking voor Tony Awards (zie beneden).
De meerderheid van de Broadwaytheaters zijn eigendom van of worden beheerd door drie organisaties: de Schubert Organisatie, de winstgevende tak van het non-profit Schubert Fonds die 16½ theaters bezit (het deelt het eigendomsrecht van de Music Box met de Irving Berlin Estate); The Nederlander Organization, die negen theaters onder haar hoede heeft en de Jujamcyn die er vijf beheert.

## Tournee
Naast de langlopende stukken in de Broadwaytheaters beginnen de producers vaak opnieuw met hun producties en maken dan met een compleet nieuwe bezetting een nationale tournee in de grote steden van de Verenigde Staten. Als zo'n grote show veel succes heeft, kan het zijn dat diezelfde show op meerdere plaatsen tegelijk wordt uitgevoerd; sommige van die producties "nestelen" zich in andere steden voor hun eigen lange looptijd. Kleinere steden worden ten slotte aangedaan met een rondreizend gezelschap (bus and truck tours; zo genoemd omdat het gezelschap per bus reist, in plaats van het vliegtuig, en het decor en apparatuur per truck). Tournees van dit soort, die vaak in kleinere zalen gespeeld worden en ook strakkere schema's hebben, worden vaak gesplitst (de ene helft van de week in een stad, de andere helft in een andere) of hebben een eenmalig optreden. De wat grotere tournees doen over het algemeen een stad minimaal een of twee weken aan.

## Publiek
Een show op Broadway bekijken is een gebruikelijke toeristen-activiteit in New York en de Broadwaytheaters brengen jaarlijks miljarden dollars op. De TKTS-kramen (uitspraak: tie-kee-tie-es, niet als tickets) — één op Duffy Square (47th Street tussen Broadway en 7th Avenue) en één in Lower Manhattan — verkopen kaartjes voor dezelfde dag voor de halve prijs voor veel Broadwayshows en de shows rondom Broadway. Deze dienst verkoopt plaatsen die anders leeg blijven en maakt het bekijken van een show wat betaalbaarder.
Veel Broadwaytheaters hebben ook een speciale dagprijs voor studenten of kaarten voor staanplaatsen, om er maar verzekerd van te zijn dat hun theaters zo veel mogelijk gevuld en hun "opbrengsten" zo hoog mogelijk zijn.
De rangen van de theaters worden bepaald door vakjargon in de Acteur's Equity Associatie-contracten. Om in aanmerking te komen voor een Tony moet een productie in een theater met 500 stoelen of meer worden uitgevoerd én in het Theater District waarvan de criteria bepaald wordt door Broadwaytheater.
In 2005 was lag het aantal bezoekers aan Broadwaytheaters net onder de 12 miljoen. Dit was ongeveer hetzelfde als in het Londense West End.
Een deel van het theaterpubliek geeft de voorkeur aan toneelstukken van klassieke toneelschrijvers of meer experimentele, uitdagende of intieme uitvoeringen dan de meer 'mainstream' Broadwayproducties Deze voorstellingen vinden in Amerika meestal plaats in kleinere theaters, waarvan sommige op of nabij Broadway gevestigd zijn (Off-Broadway en Off-Off-Broadway).

## Tony Awards
Ieder jaar in juni worden de Broadwayshows en de artiesten geëerd wanneer de Antoinette Perry Awards (Tony Awards) uitgereikt worden door de Amerikaanse Theater Vleugel en de Vereniging van Amerikaanse Theaters en Producenten. De Tony is Broadway's meest prestigieuze prijs en de betekenis ervan is toegenomen sinds de uitreiking op de televisie te zien is. Als toevoeging van de beroemdheden die de shows presenteren, worden beroemdheden zoals Hugh Jackman en Rosie O'Donnell vaak gekozen om gastheer/vrouw te zijn voor de show. Hoewel sommige recensenten van mening zijn dat de show gefocust moet zijn op het vieren van het toneel, zijn anderen de mening toebedeeld dat beroemde gezichten een positieve impact hebben en zich uitstekend lenen om meer kaarten te verkopen waardoor er meer mensen naar het theater komen. De televisie-uitzendingen van de Broadwaymusicals heeft ook een eervolle vermelding gekregen en is onmisbaar voor het voortbestaan van vele Broadwayshows. Veel theatermensen, in het bijzonder recensent Frank Rich, verwerpen de Tonyprijs als weinig meer dan reclame voor de gelimiteerde wereld van Broadway, hetgeen achteraf enkel een maximum van vierentwintig shows per seizoen kan ondersteunen en continu roepen om dit soort prijzen ook toe te kennen aan theaters buiten Broadway. (Andere prijzen die aan theaterproducties in New York worden toegekend, zoals de Drama Desk Award en de Outer Circle Critics Awards, zijn niet gelimiteerd aan Broadwayproducties en eren de shows die recentelijk in heel de stad spelen.)

## Museum
Op 15 november 2022 opende op Times Square het Museum of Broadway. Daar worden stukken tentoongesteld uit de twee eeuwen oude theatergeschiedenis van de straat. Te zien zijn onder meer kostuums uit Ziegfeld Follies, Hello Dolly, Hair en Cats.